# Större strimsvala
Större strimsvala (Cecropis cucullata) är en fågel i familjen svalor inom ordningen tättingar. Den förekommer framför allt i gräs- och våtmarker i södra Afrika. Beståndet anses vara livskrafigt. 

## Utseende
Större strimsvala är en stor och vacker svala med en lång, kluven stjärt. Den har rostbrun hjässa, kanelbrun övergump och ljusbeige undersida med tunna längsgående streck. Arten liknar mindre strimsvala, men är större, har tunnare streck undertill och mindre orange i ansiktet.

## Utbredning och systematik
Fågeln häckar i södra Afrika och övervintrar norrut till Tanzania. Den behandlas som monotypisk, det vill säga att den inte delas in i några underarter.

### Släktestillhörighet
Större strimsvala placerades tidigare tillsammans med exempelvis ladusvalan i släktet Hirundo, men genetiska studier visar att den tillhör en grupp som står närmare hussvalorna i Delichon. De har därför lyfts ut till ett eget släkte, Cecropis.

## Levnadssätt
Större strimsvala hittas vanligen i gräs- och våtmarker, men kan också ses i andra miljöer, särskilt under flyttningen. Den påträffas ofta i flock, ibland tillsammans med andra svalarter.

## Status och hot
Arten har ett stort utbredningsområde och tros öka i antal. Internationella naturvårdsunionen IUCN listar den därför som livskraftig (LC).